# Lista de eleições municipais em Porto Alegre

## 2012
| Candidato(a)              | Vice                           | 1º Turno 7 de outubro de 2012 | 1º Turno 7 de outubro de 2012 |
| Candidato(a)              | Vice                           | Votação                       | Votação                       |
|                           |                                | Total                         | Porcentagem                   |
| ------------------------- | ------------------------------ | ----------------------------- | ----------------------------- |
| José Fortunati (PDT)      | Sebastião Melo (PMDB)          | 517.969                       | 65,22%                        |
| Manuela d'Ávila (PCdoB)   | Nelcir Tessaro (PSD)           | 141.073                       | 17,76%                        |
| Adão Villaverde (PT)      | Coronel Bonete (PR)            | 76.548                        | 9,64%                         |
| Roberto Robaina (PSOL)    | Goretti Grossi (PCB)           | 30.577                        | 3,85%                         |
| Wambert Di Lorenzo (PSDB) | Marco Dangui (PRP)             | 19.514                        | 2,46%                         |
| Jocelin Azambuja (PSL)    | Luiz Carlos Machado (PSL)      | 4.412                         | 0,56%                         |
| Érico Corrêa (PSTU)       | Maria Resplande Batista (PSTU) | 4.122                         | 0,52%                         |
| Total de votos válidos    | Total de votos válidos         | 794.215                       | 90,6%                         |
| Votos em branco           | Votos em branco                | 40.061                        | 4,57%                         |
| Votos nulos               | Votos nulos                    | 42.331                        | 4,83%                         |
| Total apurado             | Total apurado                  | 876.607                       | 100%                          |
| Abstenções                | Abstenções                     | 199.656                       | 18,55%                        |
| Total de eleitores        | Total de eleitores             | 1.076.263                     | 100%                          |

## 2008

Primeiro turno, 2008
Fogaça (50% a 60%)
Fogaça (45% a 50%)
Fogaça (40% a 45%)
Fogaça (35% a 40%)
Fogaça (30% a 35%)

### Primeiro turno

Primeiro turno, 2004
Raul Pont (40% a 45%)
Raul Pont (35% a 40%)
Fogaça (35% a 40%)

Primeiro turno, 2000
Tarso Genro (50% a 55%)
Tarso Genro (45% a 50%)
Tarso Genro (40% a 45%)

| Pos. | Candidato                      | Vice                         | Partido/Coligação              | Votação |        |
| ---- | ------------------------------ | ---------------------------- | ------------------------------ | ------- | ------ |
| 1    | José Fogaça (PMDB)             | José Fortunati (PDT)         | PMDB/PDT/PTB/PSDC              | 346.427 | 43,85% |
| 2    | Maria do Rosário (PT)          | Marcelo Danéris (PT)         | PT/PRB/PTC/PSL                 | 179.587 | 22,73% |
| 3    | Manuela d'Ávila (PCdoB)        | Berfran Rosado (PPS)         | PCdoB/PPS/PSB/PR/PMN/PTN/PTdoB | 121.232 | 15,35% |
| 4    | Luciana Genro (PSOL)           | Edison Pereira (PV)          | PSOL/PV                        | 72.863  | 9,22%  |
| 5    | Onyx Lorenzoni (DEM)           | Mano Changes (PP)            | DEM/PP/PSC                     | 38.803  | 4,91%  |
| 6    | Nelson Marchezan Júnior (PSDB) | Tadeu Gonzaga Martins (PSDB) | PSDB                           | 22.365  | 2,83%  |
| 7    | Vera Guasso (PSTU)             | Humberto Carvalho (PCB)      | PSTU/PCB                       | 6.174   | 0,78%  |
| 8    | Carlos Antônio Gomes (PHS)     | Paulo Antônio Stölben (PHS)  | PHS                            | 2.548   | 0,32%  |
|      | Brancos                        |                              |                                | 40.460  |        |
|      | Nulos                          |                              |                                | 38.618  |        |

Abstenção: 16,35% (169.808)

### Segundo turno
| Pos. | Candidato             | Vice                 | Partido/Coligação | Votação |        |
| ---- | --------------------- | -------------------- | ----------------- | ------- | ------ |
| 1    | José Fogaça (PMDB)    | José Fortunati (PDT) | PMDB/PDT/PTB/PSDC | 470.696 | 58,95% |
| 2    | Maria do Rosário (PT) | Marcelo Danéris (PT) | PT/PRB/PTC/PSL    | 327.799 | 41,05% |
|      | Total                 |                      |                   | 798.495 |        |

Dados da votação
| Tipo de voto  | Quantidade absoluta | Quantidade percentual |
| ------------- | ------------------- | --------------------- |
| Votos válidos | 798.495             | 93,49%                |
| Brancos       | 25.070              | 2,94%                 |
| Nulos         | 30.573              | 3,58%                 |
| Total         | 854.138             | 100%                  |

Abstenção: 17,78% (184.747)

Segundo turno, 2008
Fogaça (65% a 70%)
Fogaça (60% a 65%)
Fogaça (55% a 60%)
Fogaça (50% a 55%)
Maria do Rosário (50% a 55%)

- Eleitos: José Fogaça (PMDB) e José Fortunati (PDT), prefeito e vice-prefeito, respectivamente.[2]

## 2004

### Primeiro turno
| Pos. | Candidato            | Vice                       | Partido | Aliança                       | Votação |        |
| ---- | -------------------- | -------------------------- | ------- | ----------------------------- | ------- | ------ |
| 1    | Raul Pont            | Maria do Rosário           | PT      | (PT/PCdoB/PCB/PL/PSL/PMN/PTN) | 304.135 | 37,62% |
| 2    | José Fogaça          | Eliseu Santos              | PPS     | (PPS/PTB)                     | 229.113 | 28,34% |
| 3    | Onyx Lorenzoni       | Paulo Brum                 | PFL     | (PFL/PSDB)                    | 80.633  | 9,97%  |
| 4    | Vieira da Cunha      | Lícia Peres                | PDT     | (PDT/PAN)                     | 78.919  | 9,76%  |
| 5    | Mendes Ribeiro Filho | Valter Nagelstein          | PMDB    | (PMDB/PHS/PSDC/PRONA)         | 47.621  | 5,89%  |
| 6    | Jair Soares          | Edison Pereira de Souza    | PP      | (PP/PV)                       | 35.501  | 4,39%  |
| 7    | Beto Albuquerque     | Ciro Machado               | PSB     | (PSB/PSC)                     | 24.588  | 3,04%  |
| 8    | Vera Guasso          | Carlos Henrique de Almeida | PSTU    | Chapa de partido único        | 6.603   | 0,82%  |
| 9    | Guilherme Giordano   | Walter Franco              | PCO     | Chapa de partido único        | 1.309   | 0,16%  |
|      | Brancos              |                            |         |                               | 30.638  |        |
|      | Nulos                |                            |         |                               | 29.775  |        |

Abstenção: 13,63% (137.163)

### Segundo turno
| Pos. | Candidato   | Partido | Votação |        |
| ---- | ----------- | ------- | ------- | ------ |
| 1    | José Fogaça | PPS     | 431.820 | 53,32% |
| 2    | Raul Pont   | PT      | 378.099 | 46,68% |
|      | Total       |         | 809.919 |        |

Dados da votação
| Tipo de voto  | Quantidade absoluta | Quantidade percentual |
| ------------- | ------------------- | --------------------- |
| Votos válidos | 809.919             | 96,10%                |
| Brancos       | 13.782              | 1,64%                 |
| Nulos         | 19.055              | 2,26%                 |
| Total         | 842.756             | 100%                  |

Abstenção: 16,23% (163.242)

Segundo turno, 2004
Fogaça (60% a 65%)
Fogaça (55% a 60%)
Fogaça (50% a 55%)
Raul Pont (50% a 55%)

- Eleitos: José Fogaça (PPS) e Eliseu Santos (PTB), prefeito e vice-prefeito, respectivamente.

## 2000

### Primeiro turno
| Pos. | Candidato                  | Partido | Aliança                | Votação absoluta | Votação percentual |
| ---- | -------------------------- | ------- | ---------------------- | ---------------- | ------------------ |
| 1    | Tarso Genro                | PT      | (PT/PSB/PCdoB/PCB)     | 381.117          | 48,72%             |
| 2    | Alceu Collares             | PDT     | (PDT/PTB/PMN/PTN)      | 157.015          | 20,07%             |
| 3    | Yeda Crusius               | PSDB    | (PSDB/PPB/PSDC)        | 121.598          | 15,54%             |
| 4    | Germano Bonow              | PFL     | (PFL/PSC/PSL)          | 53.769           | 6,87%              |
| 5    | Cézar Busatto              | PMDB    | (PMDB/PL)              | 50.416           | 6,44%              |
| 6    | Nélson Vasconcelos         | PV      | Chapa de partido único | 8.380            | 1,07%              |
| 7    | Valter Nagelstein          | PPS     | (PPS/PHS/PAN)          | 6.105            | 0,78%              |
| 8    | Júlio Flores               | PSTU    | Chapa de partido único | 1.890            | 0,24%              |
| 9    | Luiz Carlos Olinto Martins | PRONA   | Chapa de partido único | 1.463            | 0,19%              |
| 10   | Carlos Lacerda             | PRTB    | (PRTB/PTC)             | 300              | 0,04%              |
| 11   | Guilherme Giordano         | PCO     | Chapa de partido único | 224              | 0,03%              |
|      | Total                      |         |                        | 782.277          | 100%               |

Dados da votação
| Tipo de voto  | Quantidade absoluta | Quantidade percentual |
| ------------- | ------------------- | --------------------- |
| Votos válidos | 782.277             | 93,65%                |
| Brancos       | 30.528              | 3,65%                 |
| Nulos         | 22.475              | 2,69%                 |
| Total         | 782.277             | 100%                  |

Abstenção: 12,7% (121.531)

### Segundo turno
| Pos. | Candidato      | Partido | Votação absoluta | Votação percentual |
| ---- | -------------- | ------- | ---------------- | ------------------ |
| 1    | Tarso Genro    | PT      | 491.775          | 63,51%             |
| 2    | Alceu Collares | PDT     | 282.575          | 36,49%             |
|      | Total          |         | 774.350          | 100%               |

Dados da votação
| Tipo de voto  | Quantidade absoluta | Quantidade percentual |
| ------------- | ------------------- | --------------------- |
| Votos válidos | 782.277             | 93,65%                |
| Brancos       | 34,112              | 4,14%                 |
| Nulos         | 16.440              | 1,99%                 |
| Total         | 824.902             | 100%                  |

Abstenção: 13,79% (131.909)

Segundo turno, 2000
Tarso Genro (65% a 70%)
Tarso Genro (60% a 65%)
Tarso Genro (55% a 60%)

- Eleitos: Tarso Genro (PT) e João Verle (PT), prefeito e vice-prefeito, respectivamente.

## 1996
| Pos. | Candidato                        | Partido | Aliança                | Votação |        |
| ---- | -------------------------------- | ------- | ---------------------- | ------- | ------ |
| 1    | Raul Pont                        | PT      | (PT/PPS/PCB)           | 408.998 | 53,71% |
| 2    | Yeda Crusius                     | PSDB    | (PSDB/PFL/PL/PSC/PSL)  | 167.397 | 22,34% |
| 3    | Maria do Carmo                   | PPB     | Chapa de partido único | 48.224  | 6,46%  |
| 4    | Vieira da Cunha                  | PDT     | (PDT/PCdoB)            | 41.744  | 5,57%  |
| 5    | Paulo Odone                      | PMDB    | Chapa de partido único | 40.297  | 5,37%  |
| 6    | Valdir Fraga                     | PTB     | Chapa de partido único | 24.524  | 3,22%  |
| 7    | Luiz Negrinho                    | PST     | (PST/PMN/PSD/PRN)      | 4.900   | 0,64%  |
| 8    | Antônio Furtado Maciel           | PRONA   | Chapa de partido único | 4.031   | 0,53%  |
| 9    | Maria Augusta Feldman            | PSB     | Chapa de partido único | 3.882   | 0,51%  |
| 10   | Leo Meira                        | PRP     | Chapa de partido único | 2.931   | 0,38%  |
| 11   | Júlio Flores                     | PSTU    | Chapa de partido único | 1.297   | 0,17%  |
| 12   | Armando Temperani Pereira Júnior | PAN     | Chapa de partido único | 1.012   | 0,13%  |
|      | Brancos                          |         |                        | 12.314  | 1,64%  |
|      | Nulos                            |         |                        | 25.361  | 3,38%  |
|      | Votos válidos                    |         |                        | 749.327 |        |

- Eleitos: Raul Pont (PT) e José Fortunati (PT), prefeito e vice-prefeito, respectivamente.

## 1992

### Primeiro turno
| Pos. | Candidato                   | Partido | Aliança                | Votação | %      |
| ---- | --------------------------- | ------- | ---------------------- | ------- | ------ |
| 1    | Tarso Genro                 | PT      | (PT/PPS/PSB/PV/PC)     | 307.145 | 45,83% |
| 2    | Cezar Schirmer              | PMDB    | (PMDB/PCdoB)           | 120.114 | 17,92% |
| 3    | Carlos Araújo               | PDT     | Chapa de partido único | 85.796  | 12,82% |
| 4    | Valdir Fraga                | PTB     | Chapa de partido único | 53.161  | 7,93%  |
| 5    | Jarbas Lima                 | PDS     | Chapa de partido único | 32.556  | 4,85%  |
| 6    | Mercedes Rodrigues          | PSDB    | Chapa de partido único | 18.050  | 2,69%  |
| 7    | Onyx Lorenzoni              | PL      | (PL/PDC)               | 13.943  | 2,08%  |
| 8    | Carlos Antônio Gomes        | PRN     | Chapa de partido único | 3.197   | 0,47%  |
| 9    | João Carlos Signorini       | PSC     | Chapa de partido único | 1.566   | 0,23%  |
| 10   | João Antonio Aires da Rocha | PST     | Chapa de partido único | 1.467   | 0,21%  |
|      | Brancos                     |         |                        | 68.295  |        |
|      | Nulos                       |         |                        | 49.490  |        |
|      | Votos válidos               |         |                        | 670.151 |        |

### Segundo turno
| Pos. | Candidato      | Partido | Votação absoluta | Votação percentual |
| ---- | -------------- | ------- | ---------------- | ------------------ |
| 1    | Tarso Genro    | PT      | 400.770          | 60,58%             |
| 2    | Cezar Schirmer | PMDB    | 255.504          | 38,69%             |
|      | Total          |         | 730.720          | 100%               |

Dados da votação
| Tipo de voto  | Quantidade absoluta | Quantidade percentual |
| ------------- | ------------------- | --------------------- |
| Votos válidos | 660.274             | 90,35%                |
| Brancos       | 60.827              | 8,33%                 |
| Nulos         | 9.619               | 1,31%                 |
| Total         | 730.720             | 100%                  |

- Eleitos: Tarso Genro (PT) e Raul Pont (PT), prefeito e vice-prefeito, respectivamente.

## 1988
| Pos. | Candidato                      | Vice                          | Partido/Coligação | Votação |        |
| ---- | ------------------------------ | ----------------------------- | ----------------- | ------- | ------ |
| 1    | Olívio Dutra (PT)              | Tarso Genro (PT)              | PT/PCB            | 247.517 | 38,90% |
| 2    | Carlos Araújo (PDT)            | Carrion Júnior (PDT)          | PDT               | 158.256 | 24,87% |
| 3    | Guilherme Socias Villela (PDS) | Germano Bonow (PFL)           | PDS/PFL/PTB       | 93.862  | 14,75% |
| 4    | Antônio Britto (PMDB)          | Mercedes Rodrigues (PMDB)     | PMDB              | 72.097  | 11,33% |
| 5    | Sérgio Jockymann (PL)          | Onyx Lorenzoni (PL)           | PL                | 48.627  | 7,64%  |
| 6    | Fúlvio Petracco (PSB)          | Humberto Carvalho (PSB)       | PSB               | 13.185  | 2,07%  |
| 7    | Raul Carrion (PCdoB)           | José Vieira Loguércio (PCdoB) | PCdoB             | 2.671   | 0,42%  |
|      | Brancos                        |                               |                   | 60.494  |        |
|      | Nulos                          |                               |                   | 23.976  |        |
|      | Votos válidos                  |                               |                   | 636.215 |        |

- Eleitos: Olívio Dutra (PT) e Tarso Genro (PT), prefeito e vice-prefeito, respectivamente[8].

## 1985
| Pos. | Candidato              | Vice                         | Partido/Coligação  | Votação |        |
| ---- | ---------------------- | ---------------------------- | ------------------ | ------- | ------ |
| 1    | Alceu Collares (PDT)   | Glênio Peres (PDT)           | PDT                | 257.549 | 45,63% |
| 2    | Carrion Júnior (PMDB)  | José Fogaça (PMDB)           | PMDB/PFL/PCB/PCdoB | 173.198 | 30,68% |
| 3    | Raul Pont (PT)         | Clóvis Ilgenfritz (PT)       | PT                 | 68.429  | 12,12% |
| 4    | Victor Faccioni (PDS)  | Reginaldo Pujol (PDS)        | PDS                | 57.751  | 10,23% |
| 5    | Krieger de Mello (PTB) | Antônio Carlos da Rosa (PTB) | PTB                | 7.534   | 1,33%  |
|      | Brancos                |                              |                    | 16.062  |        |
|      | Nulos                  |                              |                    | 22.412  |        |
|      | Votos válidos          |                              |                    | 564.461 |        |

- Eleitos: Alceu Collares (PDT) e Glênio Peres (PDT), prefeito e vice-prefeito, respectivamente[9].

## 1959
Prefeito
| Pos. | Candidato            | Partido | Aliança                | Votação |        |
| ---- | -------------------- | ------- | ---------------------- | ------- | ------ |
| 1    | Loureiro da Silva    | PDC     | Chapa de partido único | 95.527  | 52,81% |
| 2    | Wilson Vargas        | PTB     | Chapa de partido único | 78.408  | 43,34% |
| 3    | Ary da Silva Delgado | PSD     | (PSD/UDN/PSB)          | 6.969   | 3,85%  |
|      | Brancos              |         |                        | 5.494   |        |
|      | Nulos                |         |                        | 7.426   |        |
|      | Votos válidos        |         |                        | 180.904 |        |

Vice-prefeito
| Pos. | Candidato              | Partido | Aliança                | Votação |        |
| ---- | ---------------------- | ------- | ---------------------- | ------- | ------ |
| 1    | Manoel Braga Gastal    | PL      | Chapa de partido único | 85.708  | 50,13% |
| 2    | Efraim Pinheiro Cabral | PTB     | Chapa de partido único | 74.299  | 43,46% |
| 3    | Godoy Bezerra          | UDN     | (UDN/PSD/PSB)          | 10.962  | 6,41%  |
|      | Brancos                |         |                        | 16.137  |        |
|      | Nulos                  |         |                        | 6.718   |        |
|      | Votos válidos          |         |                        | 170.969 |        |

- Eleitos: Loureiro da Silva (PDC) e Manoel Braga Gastal (PL), prefeito e vice-prefeito, respectivamente[10].